# Naturschutzgebiet Winkhauser Tal

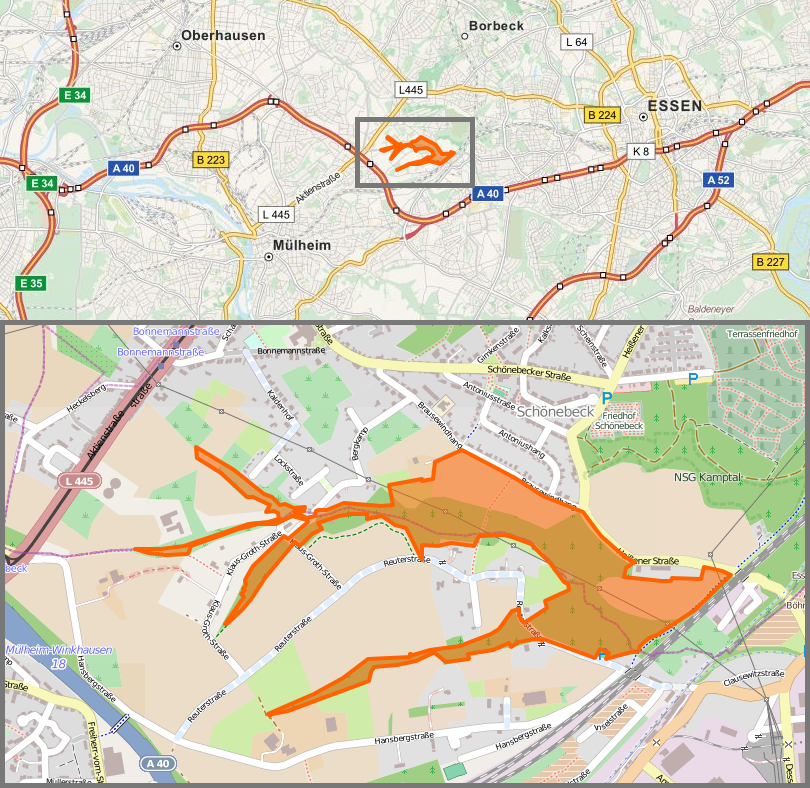
Lage auf der Stadtgrenze Essen/Mülheim

Das Naturschutzgebiet Winkhauser Tal (dies ist die Bezeichnung in Essen, in Mülheim an der Ruhr heißt es „Naturschutzgebiet Winkhauser Bachtal“) ist ein Naturschutzgebiet auf der Grenze zwischen Essen und Mülheim an der Ruhr, in den benachbarten Stadtteilen Schönebeck (Essen) und Winkhausen (Mülheim) gelegen. Verwaltungstechnisch ist das ökologisch zusammenhängende Gebiet in zwei Teilflächen gegliedert – eine auf Essener Seite (Kennung E-007) und eine in Mülheim (MH-006).

## Beschreibung
Das Gebiet wird in west-östlicher Richtung vom Rosendeller Bach durchflossen, dieser bildet die Stadtgrenze zwischen Essen (nördlich des Baches) und Mülheim (südlich davon) und zugleich die Grenze zwischen den Teilgebieten E-007 und MH-006. Der Bach selbst gehört zum Essener Gebiet. Auf der Mülheimer Seite entspringt inmitten von Pferdeweiden der namengebende Winkhauser Bach. Die Quellgebiete beider Bäche liegen ebenfalls im Schutzgebiet. Diese sind umgeben von Wiesen und Weiden, vorgelagert sind nasse, offen Flächen. Beide Bäche werden von Salix-Gehölzen wie Sal-, Silber-, Bruch- und Mandel-Weiden gesäumt, wie sie für Bachauen typisch sind. Im sich anschließenden Grünland finden sich ausgedehnte Großseggenrieder sowie verbrachende Abschnitte mit Hochstaudenfluren. Auf Mülheimer Gebiet stehen zahlreiche alte Kopfweiden in der sumpfigen Aue. Wegen der vergleichsweise zahlreichen unterschiedlichen Biotoptypen wird dem Winkhauser Bachtal ein besonderer Strukturreichtum zugesprochen.
Das Schutzgebiet wird in Nord-Süd-Richtung vom Radweg R 23 durchquert, andere Spazier- oder Wanderwege sind nicht vorhanden.

### Galerie

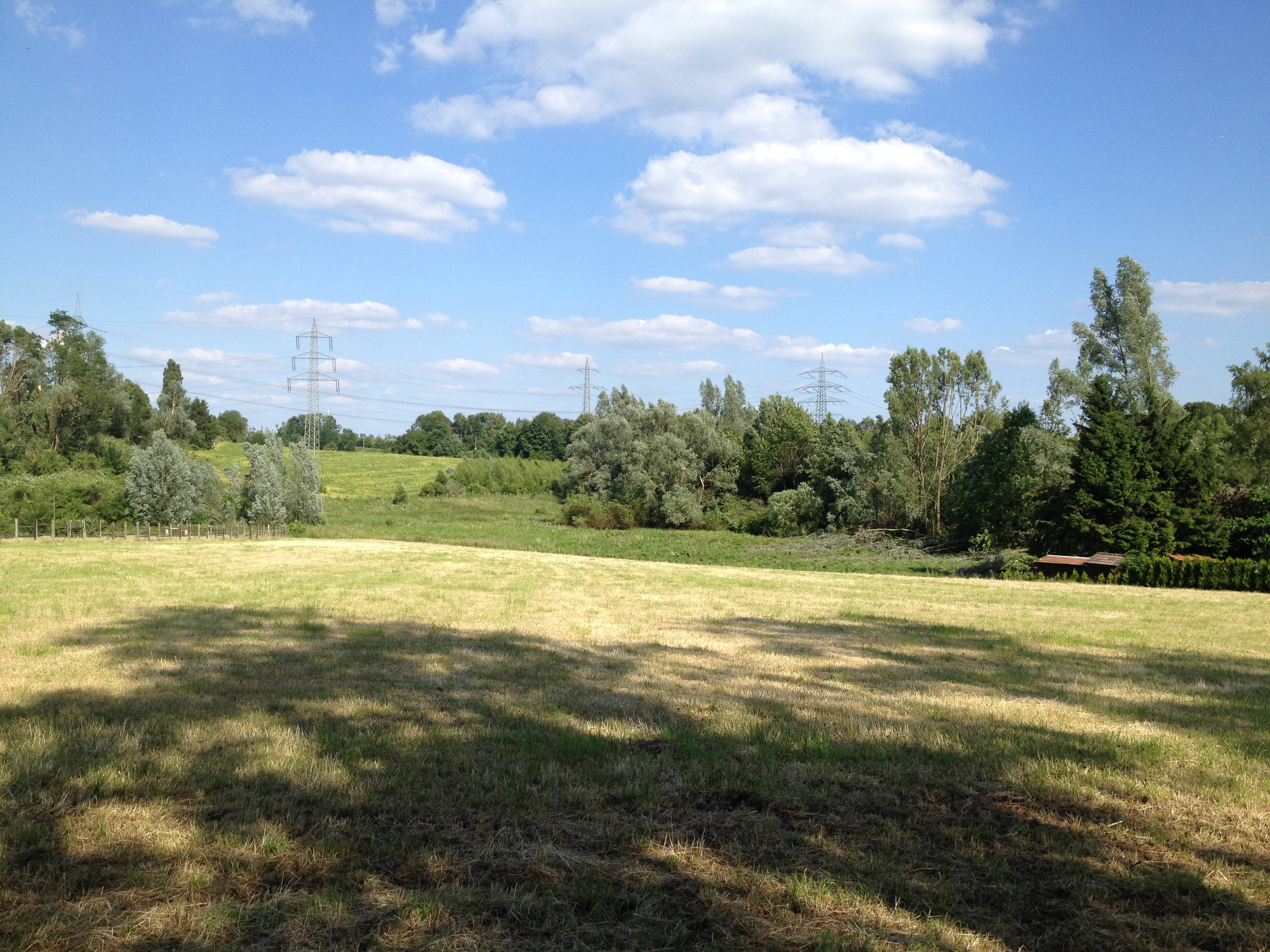
Haine am Rosendeller Bach (links) und am Winkhauser Bach (rechts)
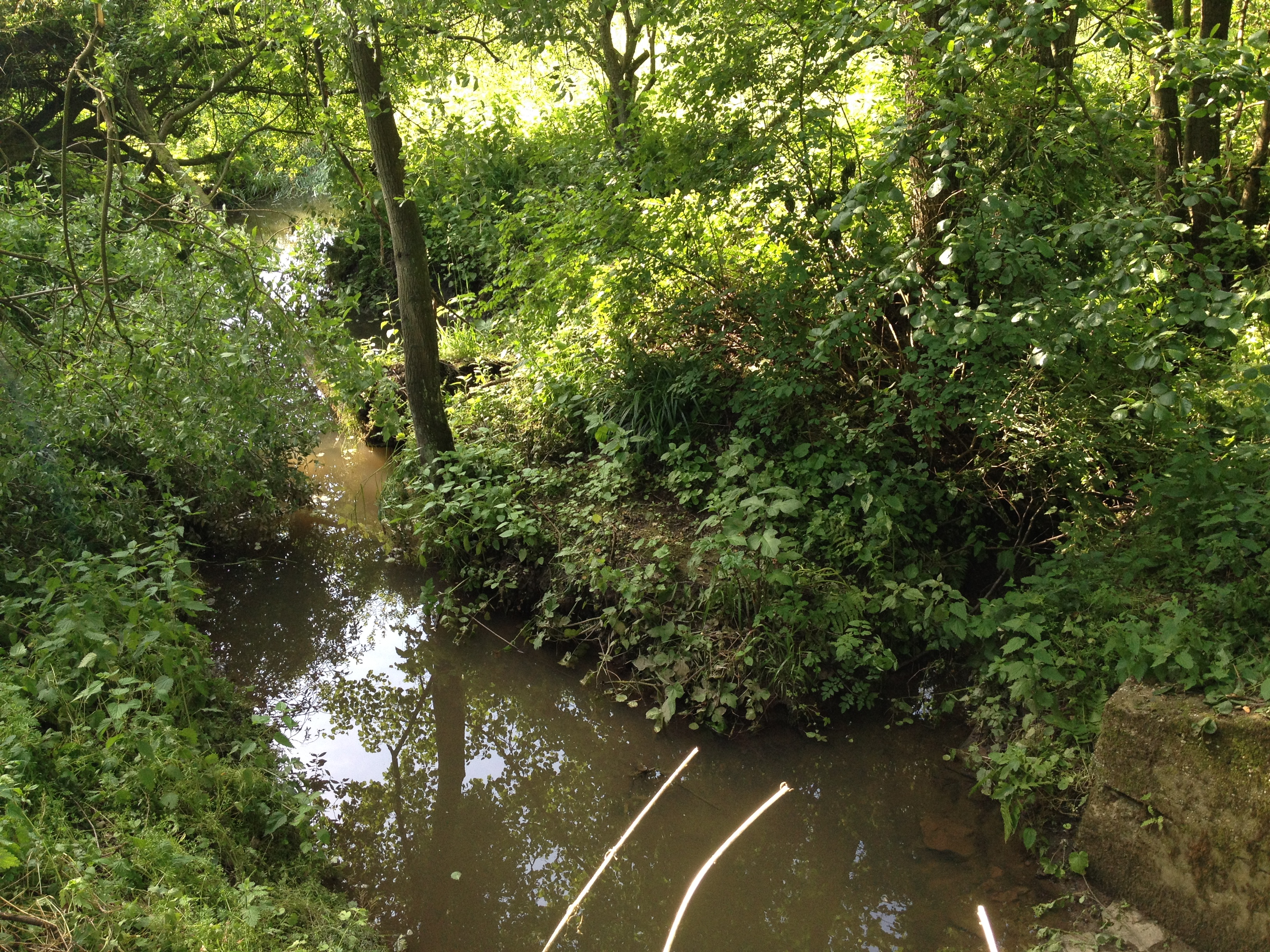
Rosendeller Bach am östlichen Rand des NSG
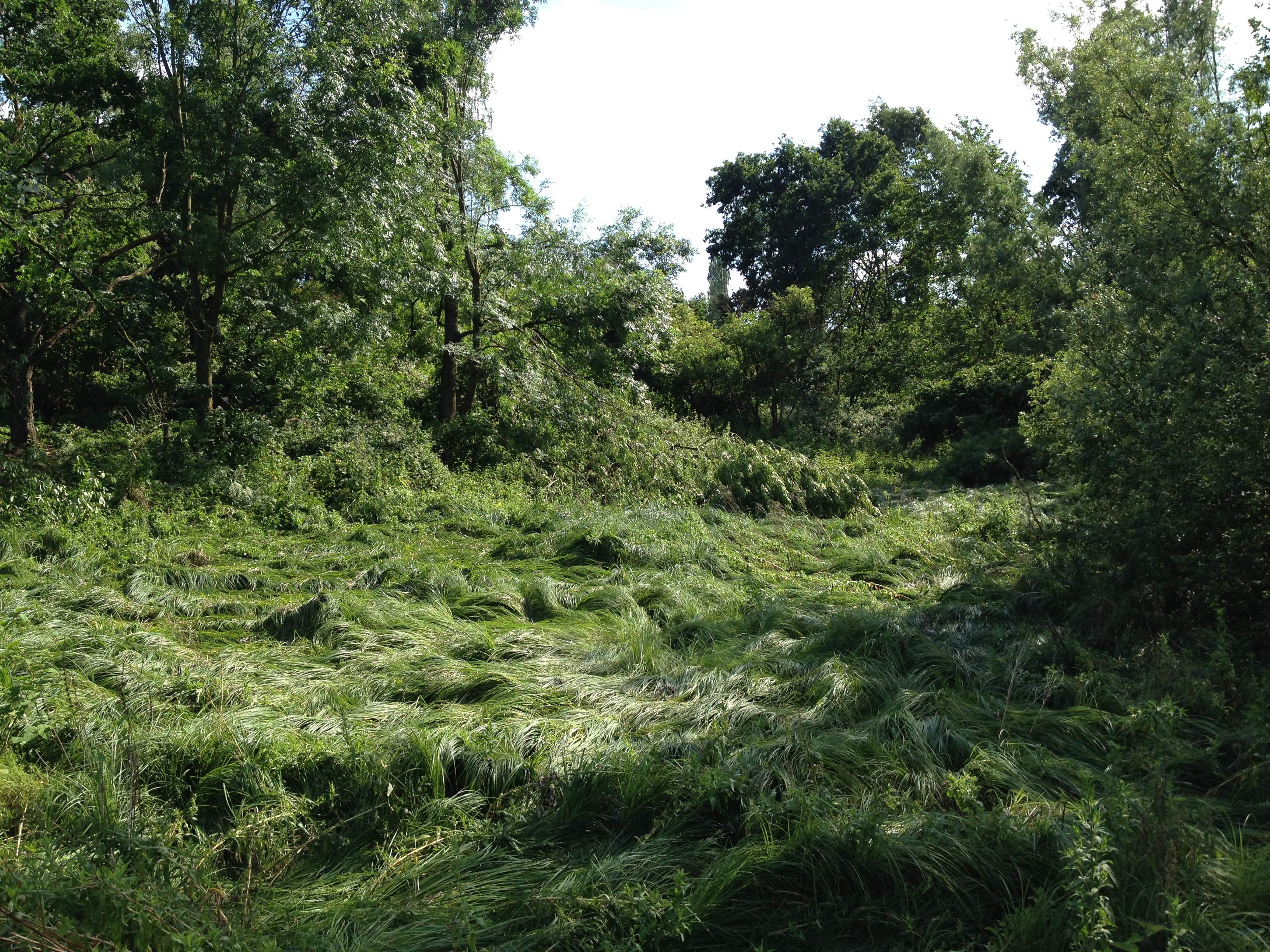
Seggenried am südlichen Ufer des Winkhauser Baches

## Schutzwürdige Biotope und Arten
Als wertbestimmend gelten für beide Teilgebiete „die Feuchtbereiche entlang des Baches mit seltenen und gefährdeten Vegetationstypen und Pflanzenarten, sowie bachauentypische Gehölzbestände“, auf Mülheimer Seite kommen die Großseggenrieder, größere Bestände von Sumpf-Schachtelhalm, Teich-Schachtelhalm und Sumpfdotterblume hinzu, sowie das im Ruhrgebiet sehr seltene Dunkelgrüne Weidenröschen.
Unter den 2007 nachgewiesenen 46 Brutvogelarten sind etliche auf der Roten Liste NRW oder der Roten Liste Ballungsraum Rhein-Ruhr gelistet: Feldlerche, Gelbspötter, Goldammer, Kiebitz, Kleinspecht, Steinkauz (BSWR 2007), sowie Feldsperling, Mäusebussard und Sperber (LANUV).

## Schutzziele
Als Schutzziel gilt „die Erhaltung und Optimierung einer vielfältig strukturierten überwiegend feuchten und offenen Bachaue, der Kopfbaumbestände sowie der Feldgehölze am Auenrand als Lebensraum für eine an diese Standortverhältnisse angepasste Pflanzen- und Tierwelt mit herausragender Bedeutung für den Biotopverbund im Ballungsraum.“ In den vergangenen Jahrzehnten war die Natur im Winkhauser Tal wiederholt durch die Planung von Gewerbegebieten, Deponien und Autobahnen bedroht.

### Essen
- Naturschutzgebiet „Winkhauser Tal“ im Fachinformationssystem des Landesamtes für Natur, Umwelt und Klima Nordrhein-Westfalen
- Landschaftsplan Essen vom 06.04.1992. (PDF; 321 kB) Kapitel 3.2.6 Naturschutzgebiet Winkhauser Tal. Stadt Essen, 17. Januar 2005, abgerufen am 4. Februar 2023.
- NSG Winkhauser Tal (CDDA-Code 166331) in der Common Database on Designated Areas der Europäischen Umweltagentur

### Mülheim
- Naturschutzgebiet „Winkhauser Bachtal“ im Fachinformationssystem des Landesamtes für Natur, Umwelt und Klima Nordrhein-Westfalen
- NSG Winkhauser Bachtal im Landschaftsplan der Stadt Mülheim an der Ruhr
- Winkhauser Bachtal im Jahresbericht 2007 des Vereins Biologische Station Westliches Ruhrgebiet (BSWR)
- NSG Winkhauser Bachtal (CDDA-Code 329725) in der Common Database on Designated Areas der Europäischen Umweltagentur